# 夕闇通り探検隊
『夕闇通り探検隊』(ゆうやみどおりたんけんたい)は、1999年10月7日にスパイクから発売されたPlayStation用のアドベンチャーゲーム(AVG)。
『トワイライトシンドローム』シリーズの開発スタッフが手掛けた後継作品。ただし、開発スタッフは様々な形で離散している為、実際に参加している人数は僅かである。またゲーム発売と同時期に劇団「WAKUプロデュース」にて舞台化されている。
発売後、数年経過して再評価された作品。現在、中古でも二万円を超える価格で取引されている。
ゲームでは心霊の怖さというより、中学生の人間関係や人間の心の闇、「夜中に他に誰もいない部屋で一人、机に向かって本を読んでいると、ページをめくる音にまぎれて、後ろからうめき声が聞こえる。振り向くが、そこには誰もいない。」というような、リアルな怖さを描写している。

## システム
ゲーム内の期間は5月6日～8月14日までの100日間。
ゲームの流れは大まかに学校シーン、相談シーン、散歩シーン、プライベートシーンに分かれている。
100日にわたって、陽見市の噂を入手し解決を繰り返すのがこのゲームの主な目的。選択するキャラクターによって入手できる噂や、解決できる噂が異なる。また同一の噂でもキャラクター選択により結果が異なる場合がある。
学校シーン
ナオ、サンゴ、クルミの中からキャラクターを選択し、2Dで表現された学校内を探索して噂を入手する。
探索範囲は廊下、2年2組、2年3組、トイレ、校舎裏（夏休み中）。
制限時間は現実時間で5分間。
相談シーン
入手・検証した噂についての相談をする。検証が全て終了した噂は、ここで相談することによって解決される。
制限時間なし。
散歩シーン
ナオ、サンゴ、クルミの中からキャラクターを選択し、2Dで表現された陽見市内を駆け回って噂を検証する。
走る速度はキャラによって違うが、犬のメロスが居る場合は引っ張られるので速度が上がる。
制限時間は現実時間で7分間。
プライベートシーン
散歩シーンで選択したキャラの寝るまでの生活を見ることができる。深夜には霊障の度合いによって心霊現象が起こる場合がある。
霊障
霊障とは人面ガラスによって3人にかけられた呪いの度合いの指針で、1日毎に+1され、100になると（呪い殺され）ゲームオーバーになる。イベントや、プライベートシーンの深夜に起こる霊障シーンでの選択肢でも増減する。ただし、散歩シーン中に神社へお参りすると-1（1日1度のみ）、そしてクルミのみイベントでカスカに会うと-10することが可能。
なお、ゲームソフトにはA4サイズの紙の地図が同梱されている。

## 物語設定
高度成長期に伴い、ベッドタウンとして急速に発展した街、『陽見（ひるみ）市』。この街にある陽見台中学校では、人面ガラスの噂が囁かれていた。
中学生のナオは、飼い犬メロスの散歩を口実に、想いを寄せる少女クルミを誘い、偶然を装いついてきたサンゴと3人で学校裏の森の中にある烏塚に向かう。
烏塚の手前から先へ進もうとしないメロスを水飲み場につなぎ、ナオはサンゴとクルミを残し、単独で烏塚に向かう。
そして辿り着いた彼の前に人の顔をしたカラス…すなわち人面ガラスが現れ、「あと100日で、誰か死ぬ」と告げられる。
ナオは恐怖のあまり気を失ってしまう。
その翌日、サンゴはおトイレ軍団ことサカイ ミカたちが「陽留見橋のあたりに花子さんのお墓がある」という噂話を耳にし、ナオたちを連れて噂を調べに行く。そして、陽留見橋近くの四辻でクルミはカスカと名乗る少女の霊と出逢う。
これを機に、陽見市で囁かれる数々の噂の検証が始まった。

## 登場人物

### 主人公
ナオ（村瀬直樹）
陽見台中学校2年3組。13歳。
中流家庭の一人っ子で、ナイーブだがそれを表に出さない性格。クルミのことが気になっている。霊的な体験は1度もないが、漠然とその存在は信じている。塾に通い、成績も優秀な模範的な良い子で、母親や海外出張中の父親にも逆に心配されている。怪談話は苦手で、弱気になるところをサンゴに責められることもある。
サンゴ（平内繭）
陽見台中学校2年2組。13歳。
名前を気に入っておらず、恋愛依存症の姉に嫌気がさし、女性らしさを封印するために『サンゴ』と名乗っている。幼馴染のナオに密かに想いを寄せるが、全く表に出さない。その心情から言動は男勝りで、年上の人に対しても腰に手を当てたまま話をし、尊大な態度を取る。また、霊の存在を完全に否定しているものの、時々10代の女の子らしく怖がる場面もある。一方で、同人誌に純文学小説を寄稿しており、電話でのみ話す同人誌仲間兼相談相手のトモキにだけは心を許し、普段見られない柔らかい口調になる。
クルミ（椎名久留美）
陽見台中学校2年2組。14歳。
幼い頃より日常的に霊的な体験をし、霊の存在そのものが現実の一部となっているために奇抜な発言や行動が多く、中学校では「宇宙人」と呼ばれ、両親は将来を心配して精神科に通わせている。屋外では常に麦藁帽子にオーバーオール。「なのね」「いじわるい」「アイヨ」と言った独特なセリフや、「ヒトリ」を「シトリ」と言うような舌足らずな発音、その他サンゴの影響を受けてか時折乱暴な言葉遣いになる時がある。
メロス（村瀬メロス）
ナオが飼っている雑種犬。
ナオがクルミを誘った最初の口実が犬の散歩だったことから、散歩シーンで行動を共にする。大人しい性格だが、主人公達のピンチには勇ましく駆けつける場合もあり、また野生の感覚で霊を察知することができる。

### クラスメート
ニシ タカユキ
ナオのクラスメート。一匹狼的な雰囲気があり、成績は優秀、スポーツは万能で、女子生徒に人気がある。噂話をする相手はもっぱらナオだが、サンゴも情報源としての信憑性は買っている。
サンジョウ ケイナ
ナオのクラスメートで、バスケットボール部に所属している。明るくさっぱりした性格で、後輩に頼られる。ナオに好意を寄せている一方、タカユキが苦手。
ヤマザキ タクミ
ナオのクラスの委員長。ナオとタカユキに対抗意識を持っている。学力では二人に劣るものの、それなりに博学。
セガワ シンタ
ナオとは小学校からの知り合い。気が弱く、ユアサ軍団にいじめられている。
クメ コウジロウ
背が高く猫背で、自分の得意分野（オカルト）の事になると口数が多くなる。日ごろからユアサ軍団の陰湿ないじめを受けており、屈折した復讐を目論んでいる。
イナガキ マリオ
サンゴを師匠と呼び慕う少女。アニメ好きで、アニメ『東京クルセイダー』の登場人物のカップリングについて頭を悩ませるほどの腐女子だが、サンゴには大抵軽くあしらわれている。
アイバ ミナミ
サンゴとクルミのクラスメート。物静かな霊感少女。普段は実家の神社で巫女として働いている。登校拒否気味で、曇りの日のみ登校してくる。最初は誰とも関わりを持たなかったが、クルミとだけは話すようになる。
スナカワ サエ
サンゴとクルミののクラスの委員長。温厚で面倒見は良いが、注意ばかりするので皆から嫌われている。
ジェリー&クッキー（サカガミ レイコ&ヨシノ トモミ）
異常なほど親密な二人組。二人とも非常に内気な性格。常に二人でいるが、クルミだけは会話に入れてくれるようになる。教室などで怪談めいた噂話をしており、クルミにとっての情報源。仲良くなった友達にはあだ名をつけるらしく、クルミを『ペッツ』と呼んでいる。
おトイレ軍団（サカイ・ユリ）
サカイ ミカとイワセ ユリを中心に、日々トイレで気に入らない人物の誹謗中傷をしている集団。自称霊感体質のユリィの発言から、サンゴやクルミが噂を入手することもしばしば。
ユアサ軍団（ユアサ・シゲ・タケ）
ユアサ ミツルを筆頭に、弱いものいじめを繰り返すグループ。噂話には目ざといが、彼らの活動が噂の真相解明につながることはまず無い。

### その他の人達
ナオの家族
両親との3人家族。母は多感期な息子の本心がわからず、つい世話を焼き過ぎになってしまっている。父は仕事で海外赴任しており、年に数回しか帰ってこられない。
サンゴの家族
両親と姉のアイ、兄のミツグの5人家族。ミツグは九州の大学に通っていて家に居ない。アイは恋愛依存症。成績が悪く、数万円もの電話代をかけるサンゴに頭を悩ませているが、基本的にはごく普通のコミュニケーション豊かな家族。
クルミの家族
父と母（マサヨ）と弟（コウイチ）の4人家族。両親はクルミを愛しているものの、思春期に入っても奇抜な言動が直らないことを心配して精神科に通わせている。
トモキ
サンゴが唯一心を許す同人誌仲間兼相談相手。
タケヒコ
クルミの両親と旧知の友人である精神科医。クルミを精神病とは思っておらず、彼女との対話によって状況を改善しようと努力している。
アキガワ
タケヒコの後輩。タケヒコに代わってクルミを診察する。クルミを精神病と断定し、投薬による治療を開始する。

### 陽見七神
人面ガラス
『カラスの呪いの噂』に登場する人の顔をしたカラス。ナオ、サンゴ、クルミに100日後に死ぬ呪いをかけた。
カスカ
『花子さんのお墓の噂』に登場する少女。陽見市の奇怪な現象に詳しく、たびたび探索のヒントを与える。人口の流入によって陽見市はどんどん『ヨドミ』に浸食されていく、それに対処しようとクルミを陽見七神に取り込もうと画策している。
キツネツキ
『お狐さまの噂』に登場するアイバ ミナミに憑いている狐。ミナミとクルミの二人で行われた占い『らせん様』によって呼び出されたこともある。
ネコマタ（猫狭間大権現）
『猫の集会の噂』に登場する猫。カギシッポ。
鳴子様
『工事現場の噂』に登場する切り株。元は立派なご神木だった。
天狗
『森の宝物の噂』に登場する滝。隠れ杜の主。
山鳩童子
『迷い通りの噂』に登場する少年。鳩の姿で現れることもある。

## 備考
- 『陽見（ひるみ）市』のモデルは東京都日野市（日野市だけではなく、東京都八王子市、東京都武蔵野市、東京都渋谷区、千葉県松戸市、千葉県野田市からもモチーフが取られている）。実在する名称としては『多摩川』、『甲州街道』、『中央自動車道』等が登場する。
- パッケージ写真背景に使われた多摩平のテラスハウスは取壊され現存しない。

## 後世への影響
本作の影響を受けたと公言している作品として『ノロワレサイクル』がある。